# Museu Nacional de la Civilització Egípcia
El Museu Nacional de la Civilització Egípcia (NMEC) (àrab: المتحف القومي للحضارة المصرية, al-Matḥaf al-Qawmī li-l-Ḥaḍāra al-Miṣriyya) és un museu situat al jaciment arqueològic d'al-Fustat, ara part del Caire, a prop de la fortalesa de Babilònia, amb vistes al llac Ain Al-Sira. Està dedicat al desenvolupament de la civilització egípcia. Es preveu que allotjarà cinquanta mil objectes de diferents èpoques de l'antic Egipte fins a la història contemporània.
Té una superfície de 135.000 metres quadrats. El museu va ser dissenyat per l'arquitecte egipci El-Ghazali Kseiba, mentre que les galeries interiors van ser dissenyades per l'arquitecte japonès Arata Isozaki. El NMEC mostrarà la civilització egípcia des de la prehistòria fins als nostres dies. El museu va ser finançat amb fons egipcis: un 45% el Fons de rescat d'antiguitats de Núbia i un 55% el Consell Suprem d'Antiguitats. La UNESCO va proporcionar suport tècnic.

## Exposicions
El fons del museu s'exhibirà en nou sales, inclosa una exposició principal permanent. La col·lecció permanent està formada per dues àrees separades, l'una cronològica i l'altra temàtica. L'àrea cronològica conté els períodes històrics: arcaic, faraònic, grecoromà, copte, medieval, islàmic, modern i contemporani. L'àrea temàtica es divideix en: Alba de la civilització, Nil, Escriptura, Estat i societat, Cultura material, Creences i pensament. També s'hi inclourà una galeria de les mòmies reials.
Les col·leccions provenen d'altres museus egipcis, com el Museu Egipci, el Museu Copte, el Museu d'Art Islàmic, el Palau i Museu Manial al Caire i el Museu Reial de la Joieria a Alexandria. Zahi Hawass va informar a finals del 2017 que Francis Ricciardone, president de la Universitat Americana del Caire, havia donat 5.000 dels seus artefactes al Museu Nacional de la Civilització Egípcia.

### Sala principal
La sala principal d'exposicions del museu conté una sèrie d'artefactes que donen una idea integrada de la civilització egípcia des de les èpoques faraònica, grega, romana, copta, islàmica i moderna.

### Saló de les mòmies
El saló ofereix una exposició de 22 mòmies reials, inclosos divuit reis i quatre reines, des de la dinastia XVII fins a la XX, de l'antic Egipte, un període que comprèn des del segle XVI fins al XI abans de l'era actual, i inclou 17 sarcòfags reals. Les mòmies més importants són les del rei Tao II, la reina Hatxepsut, el rei Tuthmosis III, fillastre de Hatxepsut, el rei Ramsès II, que va governar 67 anys, i la del rei Ramsès III.
La majoria de les mòmies van ser trobades a la fi de segle xix en dos amagatalls ocults a la Vall dels Reis i al complex de Deir El Bahari, on es troba el monumental temple de Hatxepsut, tots dos situats a la necròpolis de Tebes, al sud d'Egipte. Des de llavors, i durant més d'un segle, les mòmies estaven ubicades al Museu Egipci de Tahrir.

### Bugaderia antiga
El museu es caracteritza per la presència d'una reixa a l'interior del campus del museu, descoberta per primera vegada el 1932 i redescoberta durant les excavacions anteriors per construir el museu el 2003-2004. La pigmentació consta de tres files d'ulls dobles, cadascuna amb 13 ulls. Al costat nord hi ha tretze molles simples sostingudes per un mur de maó. Les molles estaven construïdes amb petits maons vermells, separats per un passadís de 50 cm d'ample, i cada grup de molles estava separat per un mur de maó de 20 cm d'ample. Els ulls són rodons, de 80 cm de diàmetre i 70 cm d'alçada. Al costat nord hi ha deu conques rectangulars, les seves dimensions són de 70 x 70 cm i l'alçada de 90 cm, separades per un passadís de 65 cm d'amplada. Es creu que aquestes conques s'utilitzen per a fixar el colorant després del procés de tintura.

## Història
La idea del museu es remunta al 1982, quan la UNESCO va anunciar una campanya internacional per establir el Museu Nacional de la Civilització i el Museu de Núbia a Assuan. La construcció del museu es va iniciar el 2004 i va acabar el 2009. La seva inauguració es va endarrerir diverses vegades, inclòs el període de revolució del 2011 i la posterior crisi estatal de 2013/2014.
El febrer de 2017, Khaled El-Anany, ministre d'Antiguitats, va obrir parcialment el museu amb una sala d'exposicions temporals sobre «indústries i oficis egipcis a través dels segles», en una superfície de 1.000 metres quadrats, contenint uns 420 artefactes que expliquen el desenvolupament de l'artesania egípcia en el transcurs dels temps històrics fins ara.
El 3 d'abril de 2021, el museu va ser inaugurat oficialment pel president Abdel Fattah El-Sisi, just abans del trasllat de 22 mòmies, inclosos divuit reis i quatre reines, del museu egipci en un esdeveniment anomenat la Desfilada daurada dels faraons.
Va acollir el sorteig del Campionat del món d'handbol masculí de 2021.